# لی کلی‌یسترس
لی کلی‌یسترس (به انگلیسی: Lei Clijsters) بازیکن فوتبال اهل بلژیک و عضو تیم ملی فوتبال بلژیک است که در تاریخ ۳۰ مارس ۱۹۸۳ میلادی اولین بازی ملی‌اش را مقابل تیم ملی فوتبال جمهوری دمکراتیک آلمان انجام داد. او در ۴۰ بازی ملی حضور داشت و جمعاً ۲۷۳۴ دقیقه برای تیم ملی فوتبال بلژیک به میدان رفت. لی کلی‌یسترس آخرین بازی ملی خود را در تاریخ ۲۷ مارس ۱۹۹۱ میلادی در برابر تیم ملی فوتبال ولز انجام داد. وی در بازی‌های ملی‌اش ۳ گل به ثمر رساند.